# Antonín Kraft
Pour les articles homonymes, voir Kraft.
Antonín Kraft est un violoncelliste et compositeur bohémien, né le 30 décembre 1749, à Rokycany et mort le 28 août 1820 à Vienne.
Il appartient à la première école de Vienne et fut ainsi l'ami de Joseph Haydn, Wolfgang Amadeus Mozart et Ludwig van Beethoven, qui l'estimait beaucoup. Il est aussi l'un des fondateurs de l'école viennoise de violoncelle.

## Biographie
Antonín Kraft apprend le violoncelle, instrument sur lequel il excelle rapidement, avec son père. Il part ensuite étudier le droit à Vienne et débute comme violoncelliste à la Hofkapelle. Joseph Haydn, avec lequel il étudie la composition, le fait engager en 1778 dans l'orchestre du prince Esterházy, au sein duquel Kraft travaille jusqu'à la dissolution de cette formation à la mort du souverain et mécène, en 1790.
Il retourne alors à Vienne et devient membre fondateur du quatuor Schuppanzigh, commandité par le prince Lichnowsky. Cet ensemble fameux est à l'origine de la création, dans la capitale autrichienne, de la tradition des concerts publics de quatuor à cordes qui ont permis aux œuvres de Haydn, Mozart et Beethoven de bénéficier de la plus large audience. Kraft a ainsi participé à la création de nombre de compositions de Beethoven. On le retrouve aussi violoncelliste dans les orchestres de chambre des princes Grassalkowitch à Presbourg, puis de Lobkowitz à Vienne.
Kraft est considéré comme l'un des plus grands violoncellistes de son temps : Haydn et Beethoven écrivent respectivement pour lui le Concerto no 2 en ré majeur (1783) et la partie de violoncelle du Triple Concerto (créé en 1808).
Il consacre la fin de sa vie à l'enseignement du violoncelle. Son fils Nikolaus Kraft se forme auprès de lui avant de se perfectionner auprès de Jean-Louis Duport et de devenir à son tour un virtuose recherché.
Le style au « beau son chantant, au phrasé expressif et à la technique impeccable » d'Antonín Kraft est représentatif du classicisme viennois qu'il a lui-même influencé par l'apport de la tradition de son pays amenée à Vienne par les nombreux violoncellistes tchèques engagés au service des princes ou des théâtres autrichiens et dont on peut dire qu'ils ont contribué essentiellement à former l'école viennoise de violoncelle.

## Œuvre
Parmi les compositions d'Antonín Kraft, nous sont connues :
- Six sonates pour violoncelle et basse continue (publiées sous les numéros d'opus 1 et 2).
- Trois duos concertants pour violon et violoncelle (op. 3).
- Deux concertos pour violoncelle dont le premier en Ut majeur (op. 4) a probablement vu le jour en 1792.
- Deux duos pour deux violoncelles (op. 5 et 6).
- Un divertissement avec basse continue.